# 承诺联盟

承诺联盟标志

承诺联盟（巴伦西亚语：Coalició Compromís），又称承诺（Compromís），是西班牙巴伦西亚自治区的一个左翼选举联盟。该联盟成立于2010年1月25日，由更多-承诺、巴伦西亚人民倡议、巴伦西亚地区生态绿党”和独立人士组成。该联盟主张巴伦西亚主义、进步政治和生态政治。2015年起，该联盟在多个代议机构中的代表数量显著增加。目前，该联盟是西班牙全国性选举联盟“汇总”的成员。